# Марамзина
Марамзина — деревня в Белоярском районе Свердловской области России. Входит в Белоярский муниципальный округ.
Ранее деревня входила в состав Большебрусянского сельсовета Белоярского района.

## География
Деревня Марамзина располагается на левом берегу притока реки Логиновки, в 18 километрах к юго-западу от посёлка Белоярского.

### Часовой пояс
Марамзина, как и вся Свердловская область, находится в часовой зоне МСК+2. Смещение применяемого времени относительно UTC составляет +5:00.

## Население
| 2002 | 2010 | 2021 |
| ---- | ---- | ---- |
| 6    | ↗20  | ↘7   |

## Инфраструктура
В деревне пять улиц: Зелёная, Лесная, Новая, Садовая, Центральная; семь садоводческих некоммерческих товариществ: «Базис», «Василёк», «Изумруд», «Кедр», «Марамзино-2», «Незабудка», «Родники».